# Фельдберг, Давид Владимирович
Давид Владимирович Фельдберг (20 октября 1873, Староконстантинов — 1942, Ленинград) — советский, российский логопед и сурдопедагог, один из основателей высшего дефектологического образования в России.

## Биография
Родился в семье ремесленника. Окончил гимназию в Одессе, затем — медицинский факультет Киевского университета. После окончания Киевского университета продолжил образование на физико-математическом факультете Петербургского университета. В 1899 г. защитил диссертацию на степень доктора медицины. Затем в течение двух лет знакомился с европейскими учреждениями, занимающимися коррекцией слуха и речи у детей; посетил клиники многих известных учёных в этой области, в частности, логопедическую клинику профессора А. Гуцмана. В 1905—1915 гг. был директором Коммерческого училища, преподавателем гигиены; читал лекции на Высших женских курсах, был ассистентом в Клиническом институте по усовершенствованию врачей. В 1908 г. избран профессором на кафедру логопедии Психоневрологического института. В годы первой мировой войны был призван на военную службу; работал врачом-консультантом и заведовал госпиталем. Женился на Александре Фельдберг.
20 ноября 1918 г. избран деканом факультета дефектологии, созданного в структуре Института дошкольного образования (входил в систему Психоневрологической Академии, возглавляемой В. М. Бехтеревым); его заместителем стал профессор А. Н. Граборов. На факультете организовал кафедру сурдопедагогики и возглавил кафедру логопедии. В 1921 году факультет дефектологии был переведён в Петроградский педагогический институт социального воспитания нормального и дефективного ребенка (ректор А. Н. Граборов); позднее этот институт был переименован в Институт педологии и дефектологии, вошедший в 1925 году в Ленинградский педагогический институт им. А. И. Герцена (декан Д. В. Фельдберг).
С 1918 г. руководил Ортофоническим институтом, созданным из небольшой школы-амбулатории для взрослых и детей с недостатками слуха. Участвовал в международных конгрессах: по логопедии (Вена, 1924), по сурдопедагогике (Лондон, 1925).
Умер в 1942 г. в Ленинграде.

## Научная деятельность
Является одним из основателей высшего дефектологического образования в России.
В Ортофоническом институте под его руководством проводилась работа по лечению, обучению и воспитанию детей с нарушениями речи и слуха — дифференцированно с глухими, слабослышащими с умственной отсталостью, алаликами. Изучались методы использования остатков слуха, влияние этиологии глухоты на восстановление и развитие слуха, особенности применения электроакустической аппаратуры. Особенности лечения и обучения детей с недостатками слуха и речи показаны в документальном фильме «Рождённый вновь» (1934).
По его инициативе в Ленинграде были созданы классы для приходящих глухих детей, логопедические пункты при школах для детей с лёгкими расстройствами речи, а при поликлиниках — для детей с более серьёзными речевыми нарушениями. Под его руководством разрабатывались новые средства и методы дифференцированного обучения глухих, позднооглохших, слабослышащих детей, а также детей с различными нарушениями речи.

### Избранные труды
Источник — Электронные каталоги РНБ
- Фельдберг Д. В. К патолого-анатомическим изменениями кожи у детей при кори и скарлатине : Дис. … д-ра мед. — СПб.: тип. В. Киршбаума, 1905. — 120 с.
- Фельдберг Д. В. Методы исследования и воспитания слуха и ритма у глухих и тугоухих детей. — М., 1936.
- Фельдберг Д. В. Программы по сурдопедагогике и логопедии (для дефектологического отделения педтехникума). — М.; Л., 1931.
- Шокина А. В., Ноткин Г. С., Сахаров А. А., Блескина М. П. Таблицы речевой артикуляции : (Нагляд. метод. учеб. пособие для спец. публичной речи и певцов) / Под ред. Д. В. Фельдберга. — Л.: Ленингр. науч.-практ. ин-т по бол. уха, носа, горла и речи, 1934. — 6 с.